# Горбово (Псковський район)
Горбово (рос. Горбово) — присілок в Псковському районі Псковської області Російської Федерації.
Населення становить 6 осіб. Входить до складу муніципального утворення Краснопрудська волость.

## Історія
Від 2015 року входить до складу муніципального утворення Краснопрудська волость.

## Населення
| 2001 | 2002 | 2010 |
| ---- | ---- | ---- |
| 0    | ↗6   | →6   |